# Breklenkamp
Breklenkamp est un hameau situé dans la commune néerlandaise de Dinkelland, dans la province d'Overijssel. Le 1er janvier 2008, le village comptait environ 200 habitants.
Breklenkamp fait partie du village-jumeau de Lattrop-Breklenkamp.